# Boksoon debe morir
Boksoon debe morir (en hangul, 길복순; romanización revisada del coreano: Gilbogsun) es una película de suspenso surcoreana de 2023, escrita y dirigida por Byung Sung-hyun y protagonizada por Jeon Do-yeon, Sol Kyung-gu, Esom y Koo Kyo-hwan. Se estrenó fuera de concurso en el Festival Internacional de Cine de Berlín en febrero de 2023, y desde el 31 de marzo del mismo año está disponible en la plataforma Netflix.

## Sinopsis
Gil Bok-soon es una legendaria profesional en la industria de los asesinatos por contrato muy apreciada por sus compañeros. Tiene una tasa de éxito del 100 %, y es una de las pocas asesinas calificadas como "A" por su empresa. También es madre soltera de Jae-yeong, que estudia en una prestigiosa escuela privada. M. K. Ent está dirigida por Cha Min-Kyu, un asesino poderoso que tiene mucho respeto por Bok-soon y por su hermaña pequeña, Cha Min-Hee, que la desprecia. Poco antes de que Bok-soon renueve su contrato, se le asigna un trabajo delicado que no está dispuesta a cumplir.

## Reparto

### Principal
- Jeon Do-yeon como Gil Bok-soon, quien lleva una doble vida como asesina profesional y madre soltera.[1][6]
- Sol Kyung-gu como Cha Min-kyu, el director general de MK Ent, la empresa de asesinatos a sueldo a la que pertenece Gil Bok-soon. Fue el descubridor y maestro de ella, a la que convirtió en una profesional de primera categoría.[1]
  - Lee Jae-wook como Cha Min-kyu de joven.[7]
- Esom como Cha Min-hee, la hermana menor de Min-kyu y directora también de MK Ent.[1][6]
- Koo Kyo-hwan como Han Hee-seong, asesino a sueldo que también trabaja en la empresa MK Ent.[1]

### Secundario
- Kim Si-a como Gil Jae-yeong, la hija de Bok-soon.[8][9]
- Lee Yeon como Kim Yeong-ji, empleada en prácticas de la empresa MK Ent.[6][10][11]
- Park Kwang-jae como Gwang-man.
- Jang In-sub como Yoon-seok.
- Choi Byung-mo como Hyun-chul.[12]
- Jin Hye-sung.
- Ki Joo-bong.[13]
- Ye Soo-jung.
- Jo Hyun-woo.
- Kim Seung-oh como el sargento Shin.[14]
- Park Se-hyun como Bok-soon de joven.[14]
- Lee Jae-wook como Min-kyu de joven.[14]
- Jang Hyun-sung como el padre de Gil Bok-soon.[15]
- Kim Ki-cheon como Soo-geun.

### Apariciones especiales
- Hwang Jung-min como Shinichiro Oda/Kim Kwang-li, un miembro de la yakuza al que Gil Bok-soon tiene que matar por encargo.[16]
- Yoon Kyung-ho como el director Yang No-soon.[15]
- Kim Jae-hwa como la madre de Yoo Cheol-woo.[15]

## Producción
Netflix confirmó la producción de la película el 4 de enero de 2022, así como los nombres de director y protagonistas.
El 7 de abril de 2022 la agencia de Jeon Do-yeon informó de que la actriz había resultado herida durante el rodaje y que pudo reincorporarse al mismo tras recibir tratamiento hospitalario.

## Estreno
Boksoon debe morir fue invitada a la sección Berlinale Special del 73.º Festival Internacional de Cine de Berlín, que se desarrolló entre el 16 y el 26 de febrero de 2023. Su estreno en Netflix se fijó para el 31 de marzo del mismo año.

## Crítica
Hidzir Junaini, de NME, la define como una película «llena de corazón pero sobrecargada y demasiado referencial», en la que se notan demasiado los ecos del ciclo de John Wick, Kill Bill y otros productos del mismo género, y donde los 137 minutos de duración se sienten excesivos y sobrecargados. Como elementos positivos señala el estilo visual, el despliegue de los personajes, las escenas de acción (alguna deslumbrante, como la «secuencia brutal y bellamente coreografiada en un salón ruso que es un punto culminante particularmente memorable», y la relación de madre e hija, que «proporciona capas emocionales resonantes a una película que fácilmente podría haberse convertido en todo estilo y sin sustancia». Sin embargo, considera que la mejor razón para verla «es la actuación física y emotiva consistentemente brillante de Jeon [Do-yeon]».
Jordan Mintzer (The Hollywood Reporter) nota en la película los mismos referentes y el exceso de metraje, así como también destaca las escenas de acción con «algunas coreografías de lucha impresionantes», junto a los momentos más serios de la relación madre-hija, todo ello con «un tono optimista y ligeramente poco convencional donde el asesinato y la maternidad van de la mano». Destaca por último el trabajo «impecable» de la protagonista Jeon Do-yeon, como asesina a sueldo al mismo tiempo que madre de una adolescente problemática y profesional que trata de mantenerse a flote en un entorno corporativo despiadado: «Byun construye inteligentemente la película en torno a Jeon y nunca falla».
Para Leslie Felperín (The Guardian), «el guionista y director Byun Sung-hyun, un director prometedor, maneja las secuencias de acción con verdadero estilo, pero hace un trabajo aún mejor al ilustrar las relaciones complejas, a veces tensas», entre madre e hija, aunque también critica la excesiva duración del filme.

## Premios y nominaciones
| Año  | Premios              | Categoría               | Candidato    | Resultado | Ref.   |
| ---- | -------------------- | ----------------------- | ------------ | --------- | ------ |
| 2023 | Baeksang Arts Awards | Mejor actriz            | Jeon Do-yeon | Nominada  | [ 24 ] |
| 2023 | Baeksang Arts Awards | Mejor actriz de reparto | Lee Yeon     | Nominada  | [ 24 ] |